# Bonnac, Ariège

Bonnac este o comună în departamentul Ariège din sudul Franței. În 1 ianuarie 2022 avea o populație de 789 de locuitori.